# Xã Concord, Quận Dubuque, Iowa
Xã Concord (tiếng Anh: Concord Township) là một xã thuộc quận Dubuque, tiểu bang Iowa, Hoa Kỳ. Năm 2010, dân số của xã này là 873 người.